# Daniel Górak
Daniel Górak (* 9. Oktober 1983 in Krakau, VR Polen) ist ein polnischer Tischtennisspieler. Er nahm siebzehn Mal an Weltmeisterschaften und einmal an Olympischen Spielen teil. Er ist Rechtshänder und verwendet die Shakehand-Schlägerhaltung.
Er ist zweifacher Vize-Europameister im Doppel.

## Werdegang
Der Pole trat im Jahr 2000 erstmals international auf, wo er bei den Jugend-Weltmeisterschaften mit der Mannschaft Gold gewinnen konnte. Im Einzel konnte er das Viertelfinale erreichen. Bei der Europameisterschaft durfte er ebenfalls teilnehmen, konnte dort aber keinen Erfolg erringen. Weitere Auftritte folgten 2001, wo Górak wegen guter Leistungen an der Weltmeisterschaft teilnehmen konnte und die dritte Runde im Einzel erreichen konnte. Bei der Jugend-WM gewann er zwei Goldmedaillen.
Wegen starker Konkurrenz konnte er erst 2005 wieder international auftreten. An der EM konnte er mit Verletzungen teilnehmen, wo Górak zusammen mit Maria Cichoka im Mixed die dritte Runde erreichte. Weitere Erfolge folgten 2006, wo er mit dem polnischen Team das Achtelfinale bei der WM erreichen konnte.
2007 errang er mit der Mannschaft die Bronzemedaille bei der EM, in der Weltrangliste war er zu der Zeit der beste Pole. Außerdem nahm er an der WM in Zagreb teil, wo er jedoch in allen drei Wettbewerben, wo er mitspielte in der ersten oder zweiten Runde scheiterte. 2008 kam er bei der WM mit der Mannschaft auf den 13. Rang.
Von 2010 bis 2013 konnte er wegen Verletzungen und starker Konkurrenz erneut international nicht auftreten, erreichte dafür aber das Viertelfinale bei der EM 2014. Wegen guter Leistungen im Jahr 2015 konnte er sich für die Olympischen Spiele 2016 in Rio de Janeiro qualifizieren und kam dabei mit der Mannschaft ins Achtelfinale, wo sie Japan unterlagen. Außerdem konnte er mit Jakub Dyjas Silber im Doppel bei der EM gewinnen.
Ende 2022 schloss er sich dem TV Leiselheim (2. Bundesliga) an.

## Material
Material von Daniel Górak:
| Holz                  | Vorhand              | Rückhand             |
| --------------------- | -------------------- | -------------------- |
| Butterfly Petr Korbel | Butterfly Tenergy 05 | Butterfly Tenergy 05 |

## Doppelpartner
Nennung von festen und nichtfesten Doppelpartnern der Jahre 2000–2017:
- 2000–2006:  Benjamin Such
- 2003–2008:  Jakub Kosowski
- 2015–2017:  Jakub Dyjas